# (28008) 1997 XR11
1997 أكس أر 11 (ويعرف أيضًا باسم (28008) 1997 أكس أر 11 وفق تسمية الكوكب الصغير) (بالإنجليزية: 1997 XR11)‏ هو كويكب ضمن حزام الكويكبات؛ وترتيبه 28008 من حيث الاكتشاف.
اكتُشف هذا الجُرم الفلكي بواسطة تاكيشي أوراتا ‏ في 5 ديسمبر 1997.

## وصلات خارجية
- (28008) 1997 XR11 في قاعدة بيانات مختبر الدفع النفاث لأجرام النظام الشمسي الصغيرة

- الاكتشاف · مخطط المدار ·  العناصر المدارية · المعلمات المادية

- (28008) 1997 XR11 على موقع ويكي سكاي: DSS2, SDSS, GALEX, IRAS, Hydrogen α, X-Ray, Astrophoto, Sky Map, Articles and images